# Phanerotoma flavida
Phanerotoma flavida är en stekelart som beskrevs av Günther Enderlein 1912. Phanerotoma flavida ingår i släktet Phanerotoma och familjen bracksteklar. Inga underarter finns listade i Catalogue of Life.